# Pleterski
Pleterski je priimek več znanih Slovencev:
- Aleksandra Pleterski, flavtistka
- Andrej Pleterski (*1955), arheolog, zgodovinar in etnolog, sin Janka Pleterskega
- Andrej Pleterski (kasneje Andrej Peric) (1979–2024), prevajalec
- Franc Pleterski (1863–1936), slikar, gostilničar v Rajhenburgu (Brestanica)
- Jan Pleterski, strojnik
- Janko Pleterski (1923–2018), zgodovinar, univ. profesor, politik in akademik
- Maruša Pleterski, zgodovinarka (železnic/železničarstva)
- Mary Veronica Tovšak Pleterski, ekonomistka, svetovalka predsednice Evropske komisije
- Miro(slav) Pleterski (1916–2003), zdravnik kirurg, prof. MF
- Tom Pleterski (1941–2009), novinar, avtomobilist, športni delavec